# Marc Aristi Fusc
Marc Aristi Fusc (en llatí: Marcus Aristius Fuscus) va ser un escriptor romà amic del poeta Horaci que li va dedicar una oda, els separaven l'amor per la ciutat i del país, respectivament. Va escriure tragèdies segons Heleni Acró, o comèdies segons o Pomponi Porfirió, i altres diuen que va escriure obres de gramàtica.